# Андиа, Рональдо
Рональдо Паоло Андиа Укульмана (исп. Ronaldo Paolo Andía Uculmana; родился 9 июля 1997 года в Чинча-Альта, Перу) — перуанский футболист, полузащитник клуба «Сантос Наска».

## Клубная карьера
Андиа — воспитанник клуба «Спорт Уанкайо». 18 мая 2016 года в матче против «Кахамарки» он дебютировал в перуанской Примере, в возрасте семнадцати лет. 17 ноября 2017 года в поединке против «Универсидад Сан-Мартин» Рональдо забил свой первый гол за «Спорт Уанкайо». В начале 2018 года Андиа перешёл в «Спорт Росарио».

## Международная карьера
В 2017 года Андиа принял участие в молодёжном чемпионате Южной Америки в Эквадоре. На турнире он сыграл в матче против команды Аргентины,  Венесуэлы и Уругвая.